# Yang Shou-chung
Yang Shou-chung (chinesisch 楊守中 / 杨守中, Pinyin Yáng Shǒuzhōng, geboren als Yang Zhenming – 楊振銘 / 杨振铭,  Yáng Zhènmíng; * 1910; † 1985) war ein chinesischer Großmeister des Yang-Stil-Taijiquan. Als ältester Sohn von Yang Chengfu war er nach dem Tod seines Vaters der maßgebliche Vertreter des inneren Familienstils der Familie Yang.
Im Alter von acht Jahren begann seine intensive Ausbildung bei seinem Vater, und seinem ebenfalls berühmten Onkel Yang Shao-hou im Taijiquan seiner Familie. Mit 14 Jahren wurde Yang Shou-chung Assistent des Vaters und unterrichtete mit ihm gemeinsam. Mit 19 Jahren war er bereits so bekannt, dass ihn Mitglieder der Regierung als Privatlehrer engagierten. Auch offiziell unterrichtete er bei vielen maßgeblichen Institutionen in ganz China. 1949 verließ er bedingt durch die gesellschaftlichen Veränderung mit seiner Frau Yang Kwok-Yee seine Heimat und wanderte nach Hongkong aus. Yang lehrte bis zu seinem Tod 1985 Taijiquan in Hongkong. Yang Shou-chungs drei Töchter heißen:
- Tai-Yee – 帝兒 / 帝儿,  Dì 'er, englisch Amy,
- Ma-Lee – 瑪利 / 玛利,  Mǎlì, englisch Mary,
- Yee-Lee – 伊利,  Yīlì, englisch Agnes.

Yang Shou-chungs drei Meisterschüler sind:
- Ip Tai Tak – 葉大德 / 叶大德,  Yè Dàdé – unterrichtete Yang-Stil Taijiquan ebenfalls in Hongkong, wo er 2004 starb.
- Chu Gin-soon – 朱振順 / 朱振顺,  Zhū Zhènshùn – gründete 1969 in Boston mit Erlaubnis von Yang den Gin Soon Tai Chi Club, um den Yang-Stil-Taijiquan in Nordamerika zu verbreiten.
- Chu King-Hung – 朱景雄,  Zhū Jǐngxióng – gründete in den 1970er-Jahren die International Tai Chi Chuan Association zur Wahrung und Pflege der Tradition des Yang-Stil-Taijiquan in Europa.